# Tringa totanus
La pettegola (Tringa totanus, Linnaeus 1758) è un uccello della famiglia degli Scolopacidi. È il trampoliere italiano più comune.

## Descrizione
La pettegola può raggiungere una lunghezza di 30 cm, cioè è un po' più piccolo del suo parente, la pantana (Tringa nebularia). Ha un'apertura alare di circa 65 cm e può arrivare a pesare circa 170 grammi. Il suo becco è arancione con la punta nera, la sua parte inferiore è bianca e marrone, mentre la parte superiore è marrone con macchie nere e grigie. Maschi e femmine hanno gli stessi colori. Le gambe sono di colore arancione. Una pettegola può arrivare ai 17 anni di età e il suo richiamo assomiglia ad un tjuet.

## Quadro ambientale
La pettegola vive lungo le coste o presso gli specchi d'acqua. I suoi territori preferiti sono le paludi, le zone umide e i bacini. Non è raro vederli emigrare verso zone più calde in inverno.

## Nutrimento
Il nutrimento preferito delle pettegole sono insetti, vermi, lumache ed altri molluschi. Con il suo lungo becco riesce a infilzare piccoli animali anche a fior d'acqua.

## Riproduzione

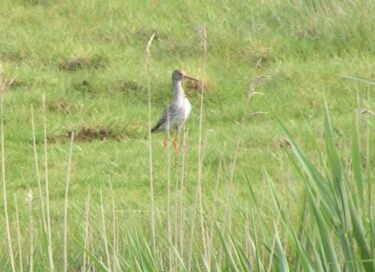
Una pettegola fa la guardia al suo nido

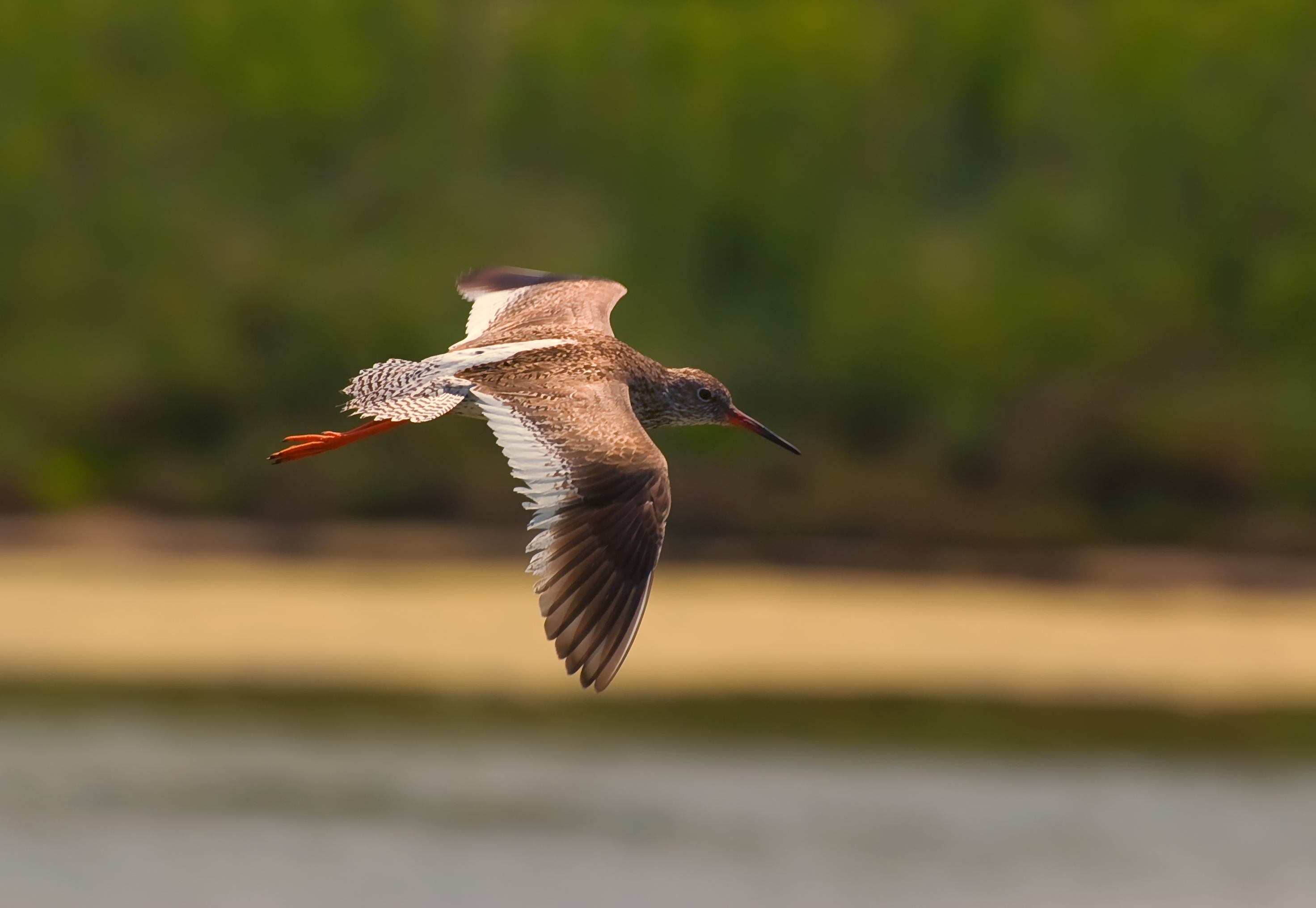
In volo (Laguna di Venezia)

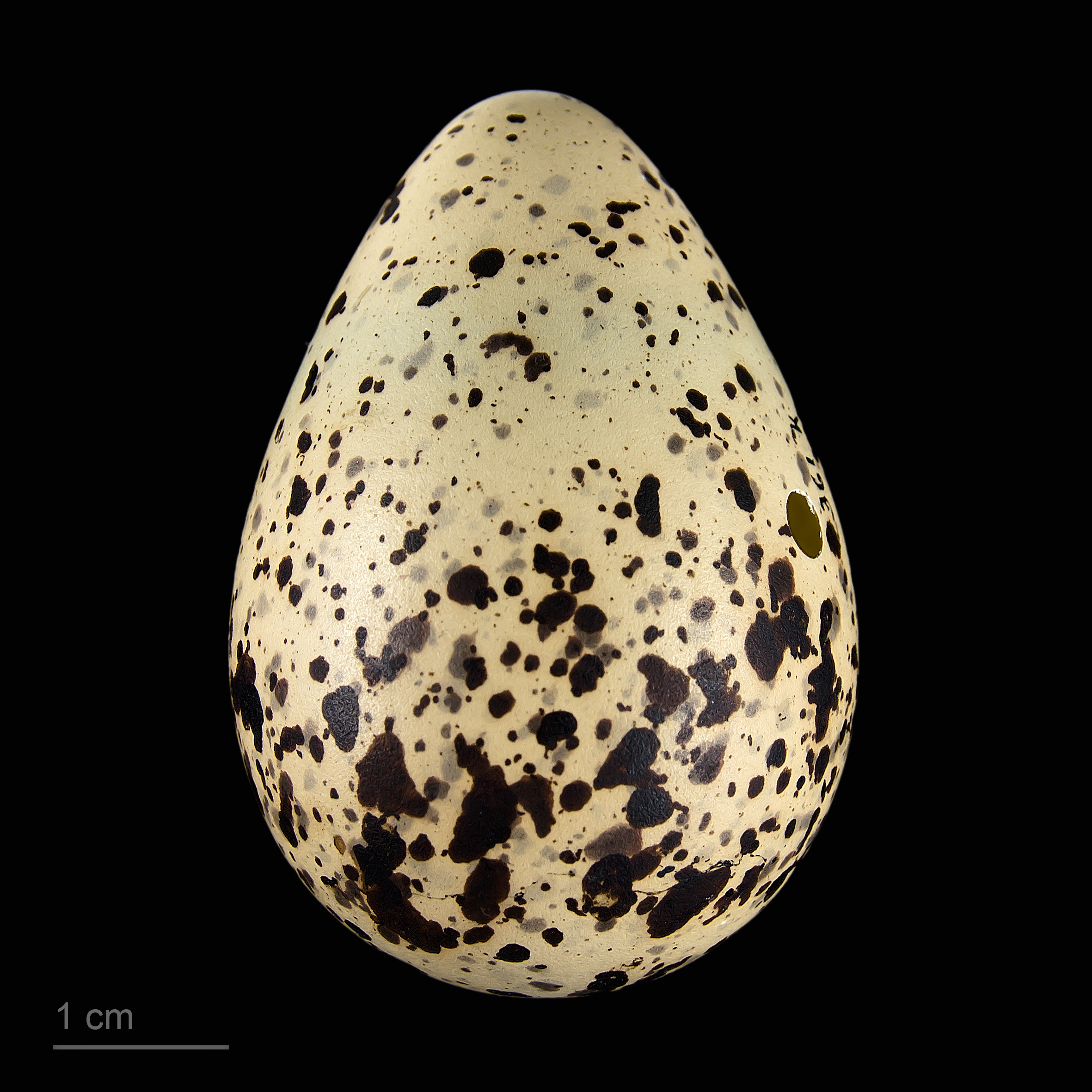
Tringa totanus totanus

Il nido delle pettegole viene costruito su un cumulo di terreno a livello del terreno, solitamente nella folta vegetazione. Il periodo di covata va da aprile a luglio e viene fatto nello stesso punto tutti gli anni. La maturità sessuale viene raggiunta dopo il secondo anno di età. 
La covata delle uova (di solito 3 o 5 per covata) dura 4 settimane, a cui entrambi i partner partecipano. I piccoli di solito lasciano il nido dopo tre settimane.
La pettegola in Germania viene stimata ad una quantità di 10.00 esemplari, per questo è in molte parti considerata una specie a rischio.